# Penantian (Muaradua Kisam)
Penantian is een bestuurslaag in het regentschap Ogan Komering Ulu Selatan van de provincie Zuid-Sumatra, Indonesië. Penantian telt 862 inwoners (volkstelling 2010).